# Lichtenštejnská zemská knihovna
Lichtenštejnská zemská knihovna (německy Liechtensteinische Landesbibliothek) je národní knihovnou Lichtenštejnska se sídlem ve Vaduzu. Byla založena v roce 1961 a plní úlohy veřejné knihovny zajišťující přístup obyvatel ke knihám a dalším dokumentům, národní knihovny sbírající a zpřístupňující všechny publikace z Lichtenštejnska, o Lichtenštejnsku či publikované jeho občany a akademické knihovny poskytující zdroje studentům a výzkumníkům především se zájmem o Lichtenštejnsko.
Již od svého založení má knihovna právo povinného výtisku všech publikací vydaných v Lichtenštejnsku. Právo bylo několikrát upravováno s ohledem na vývoj médií, naposledy v roce 2009.

## Sbírky knihovny

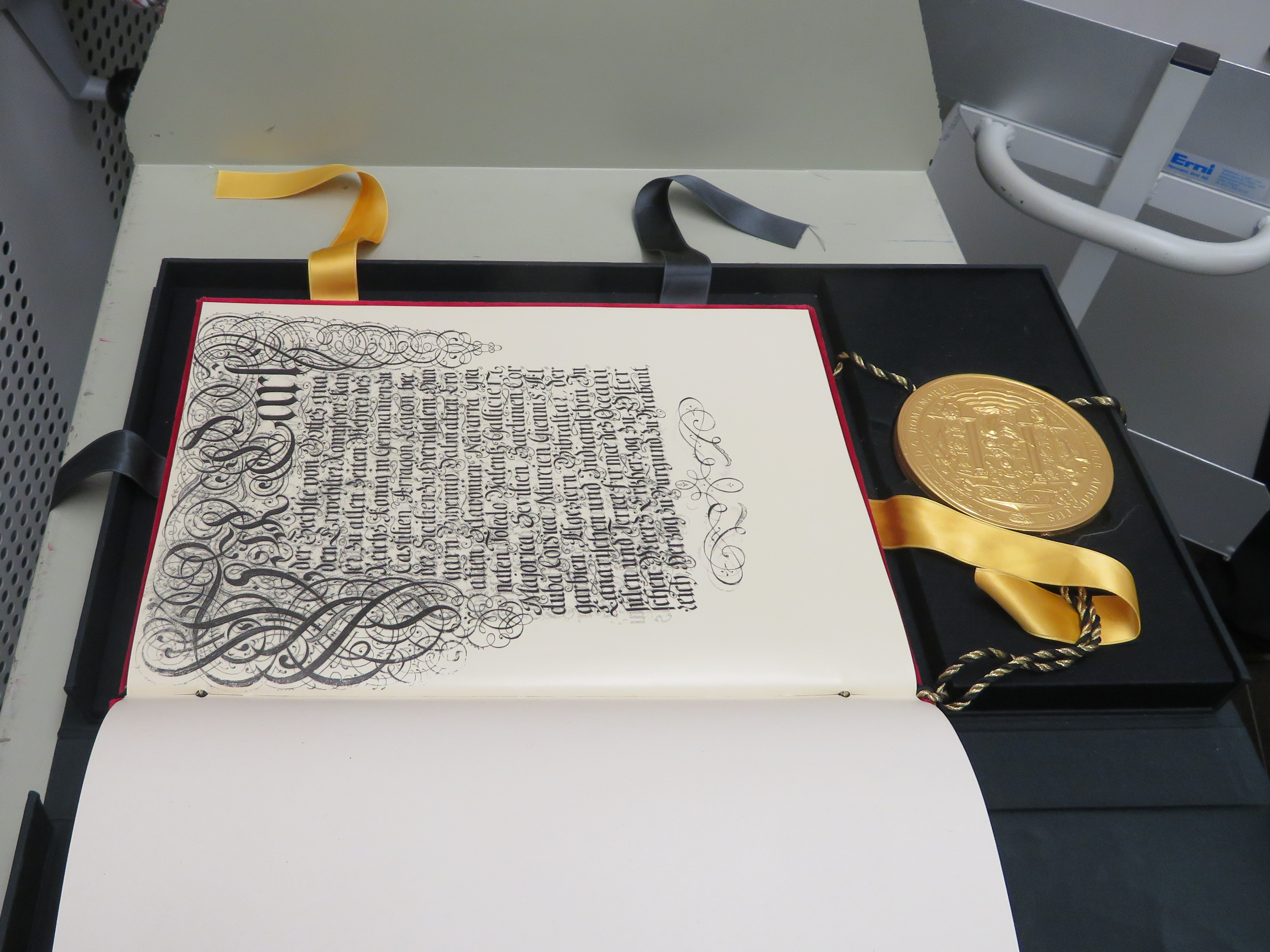
Faksimile zakládající listiny Lichtenštejnského knížectví v Lichtenštejnské zemské knihovně

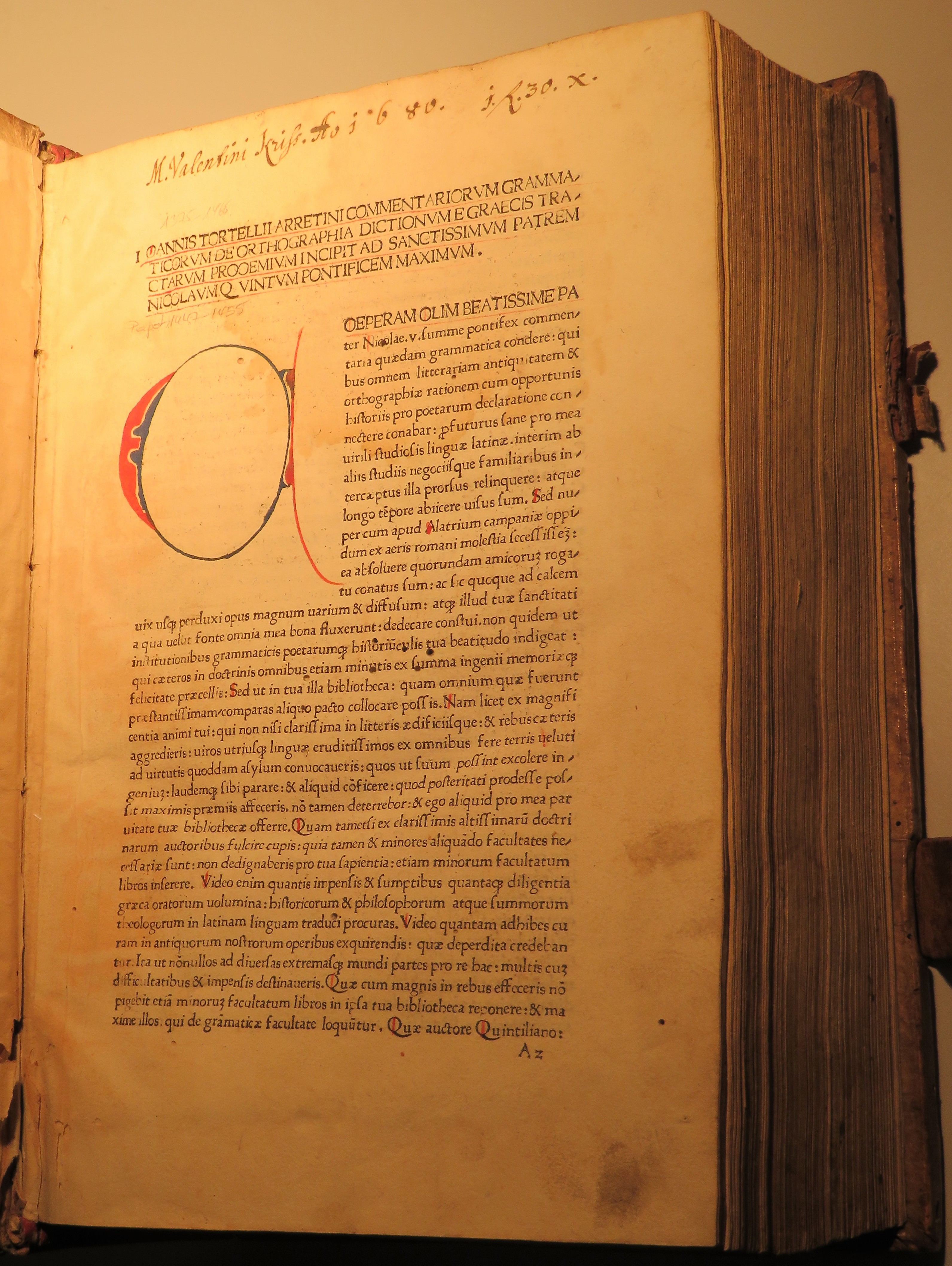
Prvotisk "Orthographia" (Giovanni Tortellius), vytištěný v roce 1477 v Trevisu Hermannem Liechtensteinem, kopie Lichtenštejnské zemské knihovny

Budova knihovny je rozdělena do čtyř oddělení. Většina dokumentů je uložena ve skladech, z nichž jsou na objednávku přiváženy dvakrát týdně, ale zhruba 50 tisíc z nich je v knihovně dostupných ve volném výběru daných oddělení.
- Děti a mládež
- Beletrie, audioknihy a filmy
- Literatura faktu a časopisy
- Cestopisy a lichtenštejnika (dokumenty v Lichtenštejnsku vydané a jeho se týkající)

Knihovna během své historie také postupně rozšiřovala typy médií, která nabízela: například videozáznamy (1988), CD-ROMy (1996), audioknihy (1999), videohry (2013).
Zemská knihovna nabízí informační a referenční služby, reprografické služby, možnost studia dokumentů ve studovnách, absenční výpůjčky části knihovních fondů, meziknihovní výpůjčky, počítače s přístupem k internetu a  k databázi eLiechtensteinensia.
Digitální knihovna eLiechtensteinensia shromažďuje dokumenty týkající se Lichtenštejnska, včetně tisků, časopisů a map. Zdigitalizovány jsou všechny lichtenštejnské noviny z let 1863 až 2005, deník Liechtensteiner Volksblatt z let 1878 až 2023 (od vzniku do zániku) a ročenky Historické společnosti.
Dále zemská knihovna nabízí přístup k e-databázím Dibiost (Digitální knihovna východního Švýcarska), Overdrive (rovněž eBooks Switzerland) a GENIOS (předplatné na 1200 novin a časopisů) a videotéce filmfriend nabízející především německé klasické filmy a dokumenty, artové filmy a dětskou tvorbu.

## Historie

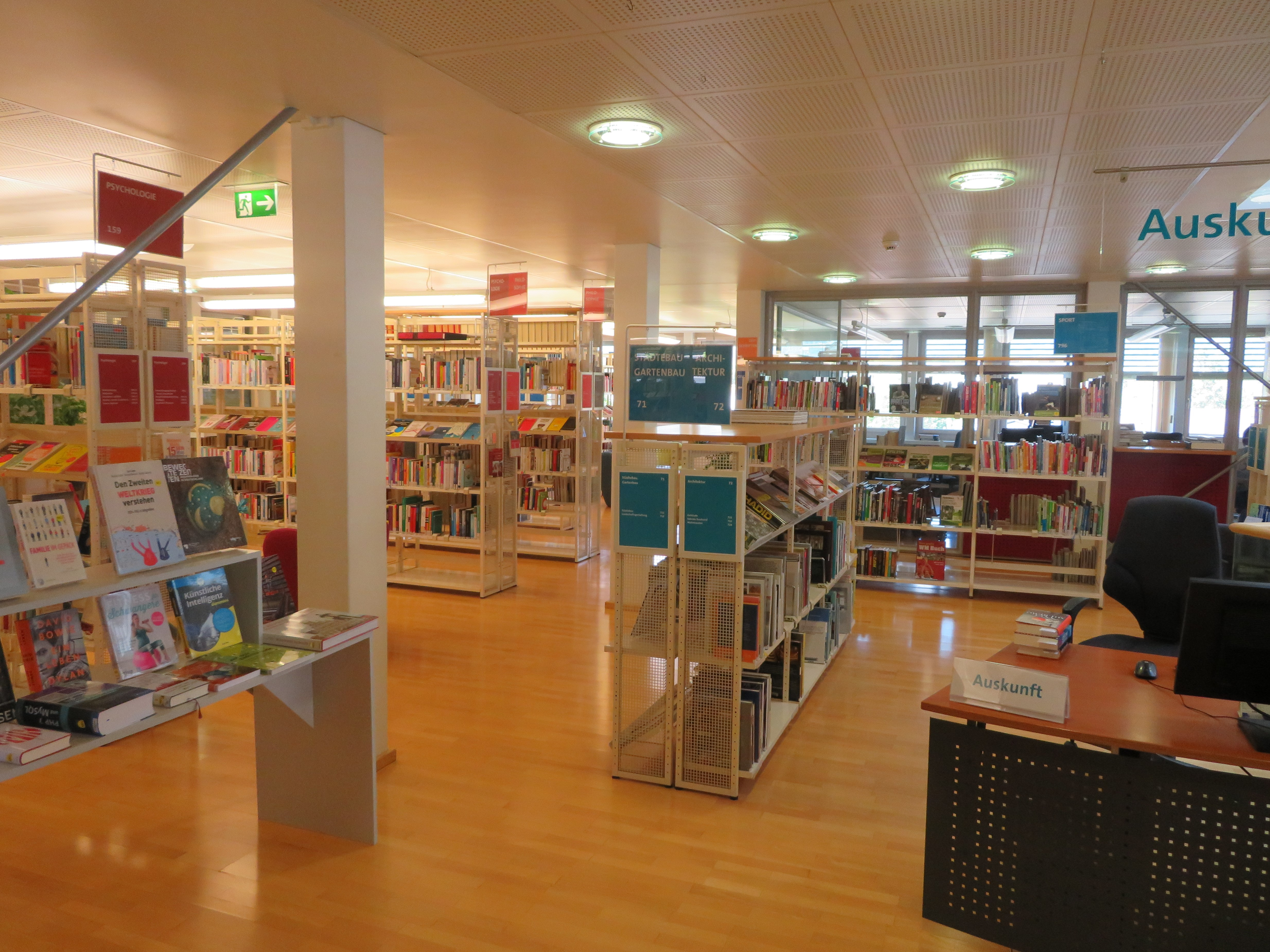
Interiér Lichtenštejnské zemské knihovny

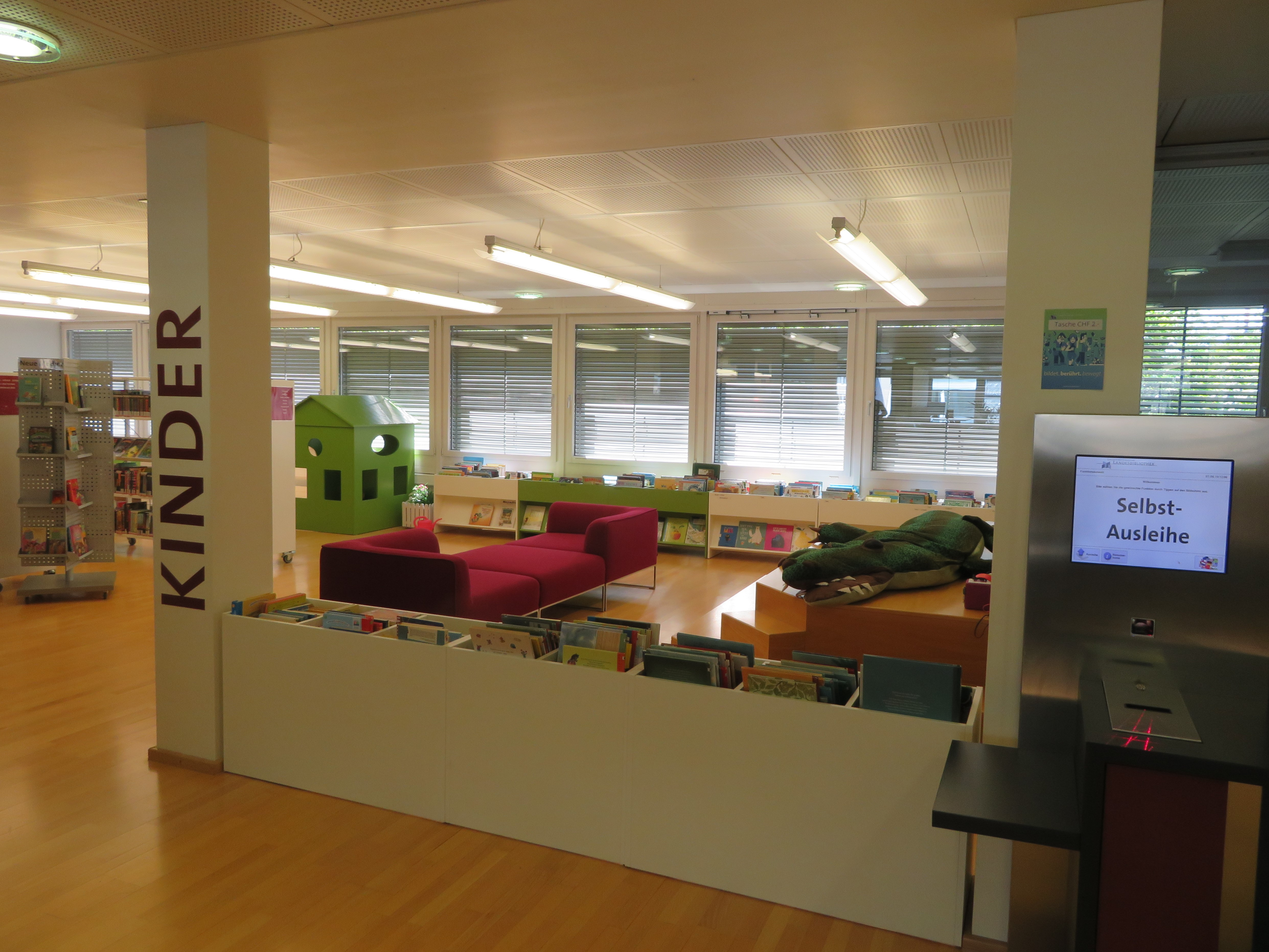
Dětské oddělení Lichtenštejnské zemské knihovny

Počátek plánů vzniku knihovny, která by Lichtenštejnsku sloužila jako národní repozitář, je spojený s rokem 1956 a oslavami 150 let lichtenštejnské nezávislosti. Občanská iniciativa vedla až k zákonnému ustavení Lichtenštejnské zemské knihovny se sídlem ve Vaduzu coby nezávislé instituce s právem na povinný výtisk 5. října 1961.. Fungovat začala následujícího roku ve třech místnostech zemské školy ve Vaduzu. Roku 1968 byla v rámci "dočasného řešení" přesunuta do prvního patra současné budovy knihovny a roku 1986 začala využívat i nově rekonstruované druhé a třetí patro. Další renovace na přelomu let 1997 a 1998 knihovnu rozšířila o půdní prostory, nové multimediální oddělení s přístupem k internetu a sekci knih z oblasti lichtenštejnských kulturních studií. V roce 2010 byl zahájen provoz webu eLiechtensteinensia a zpřístupněny první digitalizované noviny a časopisy. Mezi lety 1960 a 2003 zemská knihovna publikovala Lichtenštejnskou národní bibliografii. Od roku 2003 je přístupná v knihovním katalogu.

## Nová budova
Budova zemské knihovny se dlouhodobě potýká s nedostatkem prostoru a zastaralostí. Jednání mezi lichtenštejnským státem a obcí Vaduz o nových prostorách pro knihovnu začala v roce 2007. Lichtenštejnský parlament pak v roce 2019 odhlasoval realizaci projektu "Nová lichtenštejnská zemská knihovna" společně s rozpočtem 25 milionů švýcarských franků (průběžně upravovaným o inflaci). V roce 2023 parlament schválil jednorázové zvýšení o 2 miliony švýcarských franků na dodatečná opatření pro udržitelnost. V roce 2024 zamítl další navýšení kvůli elektroinstalaci a protipožární ochraně, jejichž cena byla v rozpočtu z roku 2019 nastavena nedostatečně.  Dodatečné finanční prostředky (k únoru 2025) projekt získal z rozpočtu Vaduzu (5,43 milionů) a od soukromých dárců (1,67 milionu). Struktura vlastnictví i plán přestavby zůstává v gesci lichtenštejnského státu, Vaduz má výměnou za značný finanční příspěvek získat slovo v designu některých pater knihovny a speciální práva k využívání výstavních prostor, kavárny a střešní terasy.
V průběhu jednání o nové knihovně bylo rovněž hledáno místo, kde by měla stavba vzniknout. Projekt z roku 2019 nakonec namísto budovy zcela nové zvolil přestavbu poštovní a administrativní budovy v centru Vaduzu. Pozitivně byla vyhodnocena její poloha a dostupnost, snížené náklady projektu a dopad na revitalizaci Vaduzu. Moderní přestavba měla knihovně poskytnout dostatek skladových prostor a možnost ve volném výběru nabídnout až 100 tisíc knih. Počítalo se se 140 čtenářskými místy, novým oddělením pro děti a mládež, novými prostory pro výstavy a pořádání kulturních akcí a kavárnou.. Ve veřejné architektonické soutěži z roku 2022 zvítězily dvě švýcarské společnosti z Basileje (Morger Partner Architekten a Ulaga Weiss AG). Do nové budovy se knihovna měla stěhovat v třetím čtvrtletí roku 2026.